# Abby Smith
Abby Smith (* 4. Oktober 1993 in Portland, Oregon) ist eine US-amerikanische Fußballtorhüterin.

## Karriere

### Vereine
Während ihres Studiums an der University of Texas at Austin lief Smith von 2012 bis 2015 für das dortige Hochschulteam der Texas Longhorns auf. Anfang 2016 wurde sie beim College-Draft der NWSL in der dritten Runde an Position 27 von der Franchise der Boston Breakers verpflichtet. Ihr Ligadebüt gab sie dort am 1. Mai 2016 bei einer 0:1-Auswärtsniederlage beim Portland Thorns FC. Bereits sechs Tage später erlitt sie bei einem Spiel gegen die Chicago Red Stars eine schwere Knieverletzung, aufgrund derer sie alle weiteren Spiele bis zum Saisonende verpasste. Zur Saison 2018 der NWSL wechselte Smith zur neugegründeten Franchise des Utah Royals FC. In der Off-Season war sie dann von November 2019 bis März 2020 noch in Australien bei den Western Sydney Wanderers aktiv.
Nach der Übernahme der Royals durch Kansas City zur Spielzeit 2021 verblieb auch sie beim neuen Franchise wurde dann im August 2021 an den Portland Thorns FC getradet. Seit der Saison 2023 steht sie mittlerweile beim NJ/NY Gotham FC unter Vertrag. 

### Nationalmannschaft
Smith durchlief mehrere Nachwuchsnationalmannschaften des US-amerikanischen Fußballverbands. Mit der U-20-Nationalmannschaft nahm sie unter anderem siegreich an der U-20-Weltmeisterschaft 2012 in Japan teil, das Finale wurde mit 1:0 über die deutsche Auswahl gewonnen. Ende Mai 2017 wurde sie zu zwei Freundschaftsspielen im Juni gegen Schweden und Norwegen erstmals in den Kader der A-Nationalmannschaft berufen. In diesen Spielen blieb Smith jedoch ebenso ohne Einsatz wie während des wenige Wochen später ausgetragenen Tournament of Nations.